# Turley
Turley és una concentració de població designada pel cens dels Estats Units a l'estat d'Oklahoma. Segons el cens del 2000 tenia 3.231 habitants.

## Demografia
Segons el cens del 2000, Turley tenia 3.231 habitants, 1.253 habitatges, i 859 famílies. La densitat de població era de 337,2 habitants per km².
Dels 1.253 habitatges en un 29,4% hi vivien nens de menys de 18 anys, en un 48,4% hi vivien parelles casades, en un 13,6% dones solteres, i en un 31,4% no eren unitats familiars. En el 25,5% dels habitatges hi vivien persones soles el 9,8% de les quals corresponia a persones de 65 anys o més que vivien soles. El nombre mitjà de persones vivint en cada habitatge era de 2,58 i el nombre mitjà de persones que vivien en cada família era de 3,1.
Per edats la població es repartia de la següent manera: un 26,3% tenia menys de 18 anys, un 8,7% entre 18 i 24, un 28,3% entre 25 i 44, un 23,1% de 45 a 60 i un 13,6% 65 anys o més.
L'edat mediana era de 36 anys. Per cada 100 dones de 18 o més anys hi havia 96,7 homes.
La renda mediana per habitatge era de 28.779 $ i la renda mediana per família de 31.573 $. Els homes tenien una renda mediana de 27.484 $ mentre que les dones 22.400 $. La renda per capita de la població era de 16.325 $. Entorn de l'11,1% de les famílies i l'11,7% de la població estaven per davall del llindar de pobresa.

## Poblacions més properes
El següent diagrama mostra les poblacions més properes.